# Eternity Now
Eternity Now  är The Bear Quartets trettonde studioalbum, utgivet 2006.

## Låtlista[1]
1. "Battle Hymm" – 3:03
2. "Sailors" – 6:27
3. "Where I Cried" – 3:09
4. "Broken Heart" – 1:25
5. "The Lost Kid Office" – 3:38
6. "Faeces" – 1:58
7. "Fairies" – 4:45
8. "Faces" – 1:17
9. "The Repairing of the Red Sea" – 3:16
10. "Peders förlåt" - 3:47
11. "Bear Quartet International Airport" – 21:21

## Mottagande
Skivan fick ett dåligt mottagande när den utkom och snittar på 2,6/5 på Kritiker.se, baserat på fyra recensioner.